# Lockheed XFV-1
El Lockheed XFV-1 "Salmon" fou un prototip de caça VTOL dissenyat per la companyia aeronàutica Lockheed Corporation el 1949. Fou part de l'anomenat Projecte Hummingbird, un càsting muntat per la USAAF que demanava a una sèrie de companyies el desenvolupament d'un caça capaç d'enlairar-se verticalment, el que el permetria poder entrar en acció de manera ràpida i enlairar-se des de portaavions.

## Història
El 1947, l'exèrcit dels Estats Units s'interessà en un avió d'enlairament vertical, que pogués enlairar-se ràpidament sense la necessitat d'un aeròdrom, la qual cosa permetria també al caça poder enlairar-se des de portaavions i altres vaixells fàcilment en cas d'atac. Aquest interès per a un avió amb aquestes prestacions es va originar després dels atacs Kamikaze Japonesos que va patir la flota nord-americana al Pacific durant la Segona Guerra Mundial. Degut a això, la USAAF i la USN subvencionaren el Projecte Hummingbird el 1947.
El 1948, la Marina dels Estats Units va començar un estudi més dedicat i centrat al caça VTOL. Es van utilitzar documents secrets capturats del prototip VTOL de Focke-Wulf, el "Triebflügel", com a base per a començar el projecte. La USN va anunciar que el nou avió havia de ser capaç d'enlairar-se des de la majoria d'embarcacions, inclosos petroliers, vaixells de transport, destructors i LSTs. L'XFV-1 fou dissenyat perquè s'aguantés verticalment a terra amb unes rodetes situades sota la cua cruciforme. El VTOL s'enlairaria en quant el radar del vaixell detectés una amenaça enemiga, i interceptaria l'enemic. L'armament consistiria de dos o quatre canons de 20mm o 48 coets aire-aire d'aletes plegables localitzats a les beines de les ales.

El Lockheed XFV-1 fou portat a la base aèria d'Edwards AFB, on es realitzaren els primers vols experimentals, sent el primer de tots el 16 de juny de 1954. Tot i això, s'arribà a la conclusió que les prestacions de l'XFV-1 de Lockheed eren inferiors als altres caces de l'època, i que per pilotar-lo necessitaven pilots molt experimentats. El projecte fou finalment cancel·lat el Juny del 1955.

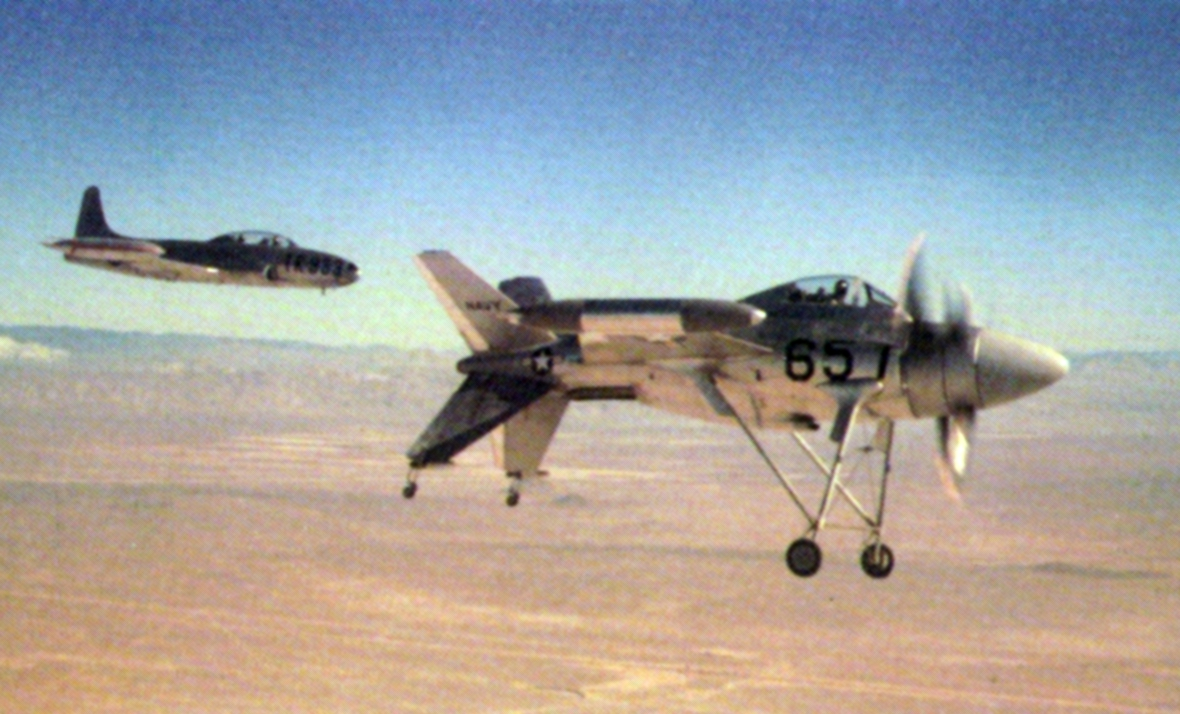
Lockheed XFV-1 en vol sobre la base aèria d'Edwards AFB. Al fons, es veu un Lockheed T-33 utilitzat com a aeronau de seguiment.

## Especificacions
- Tripulació: un
- Llargada: 11.23 m
- Alada: 8.36 m
- Alçada: 11.23 m
- Superfície alar: 22.85 m²
- Pes buit: 5,261 kg
- Pes brut: 7,358 kg
- Pes màxim d'enlairament: 7,358 kg
- Motor: 1 motor turbohèlix Allison XT40-A-14

### Prestacions
- Velocitat màxima: 930 km/h
- Velocitat de creuer: 660 km/h
- Autonomia: desconegut
- Sostre de servei: 13,100 m
- Ràtio d'ascens: 3,300 m/min
- Proporció de pes a l'ala: 322 kg/m²)

### Armament
- Canons: 2 o 4 canons de 20 mm

- Coets: Fins a 48 coets d'alerons plegables.